# Okres Strakonice
Strakonice (Duits: Strakonitz) is een district (Tsjechisch: Okres) in de Tsjechische regio Zuid-Bohemen. De hoofdstad is Strakonice. Het district bestaat uit 112 gemeenten (Tsjechisch: Obec).

## Lijst van gemeenten
De obcí (gemeenten) van de okres Strakonice. De vetgedrukte plaatsen hebben stadsrechten. De cursieve plaatsen zijn steden zonder stadsrechten (zie: vlek).
Bavorov
- Bělčice
- Bezdědovice
- Bílsko
- Blatná
- Bratronice
- Březí
- Budyně
- Buzice
- Cehnice
- Čečelovice
- Čejetice
- Čepřovice
- Čestice
- Číčenice
- Doubravice
- Drahonice
- Drachkov
- Drážov
- Droužetice
- Dřešín
- Hajany
- Hájek
- Hlupín
- Horní Poříčí
- Hornosín
- Hoslovice
- Hoštice
- Chelčice
- Chlum
- Chobot
- Chrášťovice
- Jinín
- Kadov
- Kalenice
- Katovice
- Kladruby
- Kocelovice
- Krajníčko
- Kraselov
- Krašlovice
- Krejnice
- Krty-Hradec
- Kuřimany
- Kváskovice
- Lažánky
- Lažany
- Libějovice
- Libětice
- Litochovice
- Lnáře
- Lom
- Mačkov
- Malenice
- Mečichov
- Měkynec
- Milejovice
- Miloňovice
- Mnichov
- Mutěnice
- Myštice
- Nebřehovice
- Němčice
- Němětice
- Nihošovice
- Nišovice
- Nová Ves
- Novosedly
- Osek
- Paračov
- Pivkovice
- Pohorovice
- Pracejovice
- Předmíř
- Přední Zborovice
- Předslavice
- Přechovice
- Přešťovice
- Radějovice
- Radomyšl
- Radošovice
- Rovná
- Řepice
- Sedlice
- Skály
- Skočice
- Slaník
- Sousedovice
- Stožice
- Strakonice
- Strašice
- Strunkovice nad Volyňkou
- Střelské Hoštice
- Škvořetice
- Štěchovice
- Štěkeň
- Tchořovice
- Truskovice
- Třebohostice
- Třešovice
- Úlehle
- Únice
- Uzenice
- Uzeničky
- Vacovice
- Velká Turná
- Vodňany
- Volenice
- Volyně
- Záboří
- Zahorčice
- Zvotoky
České Budějovice · Český Krumlov · Jindřichův Hradec · Písek · Prachatice · Strakonice · Tábor